# Mikhail Kaaleste
Mikhail Kaaleste, né le 20 août 1931 et mort le 5 mai 2018 à Saint-Pétersbourg, est un kayakiste représentant l'URSS aux Jeux olympiques d'été de 1956. Il remporte la médaille d'argent dans l'épreuve du 1 000 mètres en kayak biplace.

## Palmarès

### Jeux olympiques
- Jeux olympiques de 1956 à Melbourne,  Australie
  -  Médaille d'argent